# Kokadorus

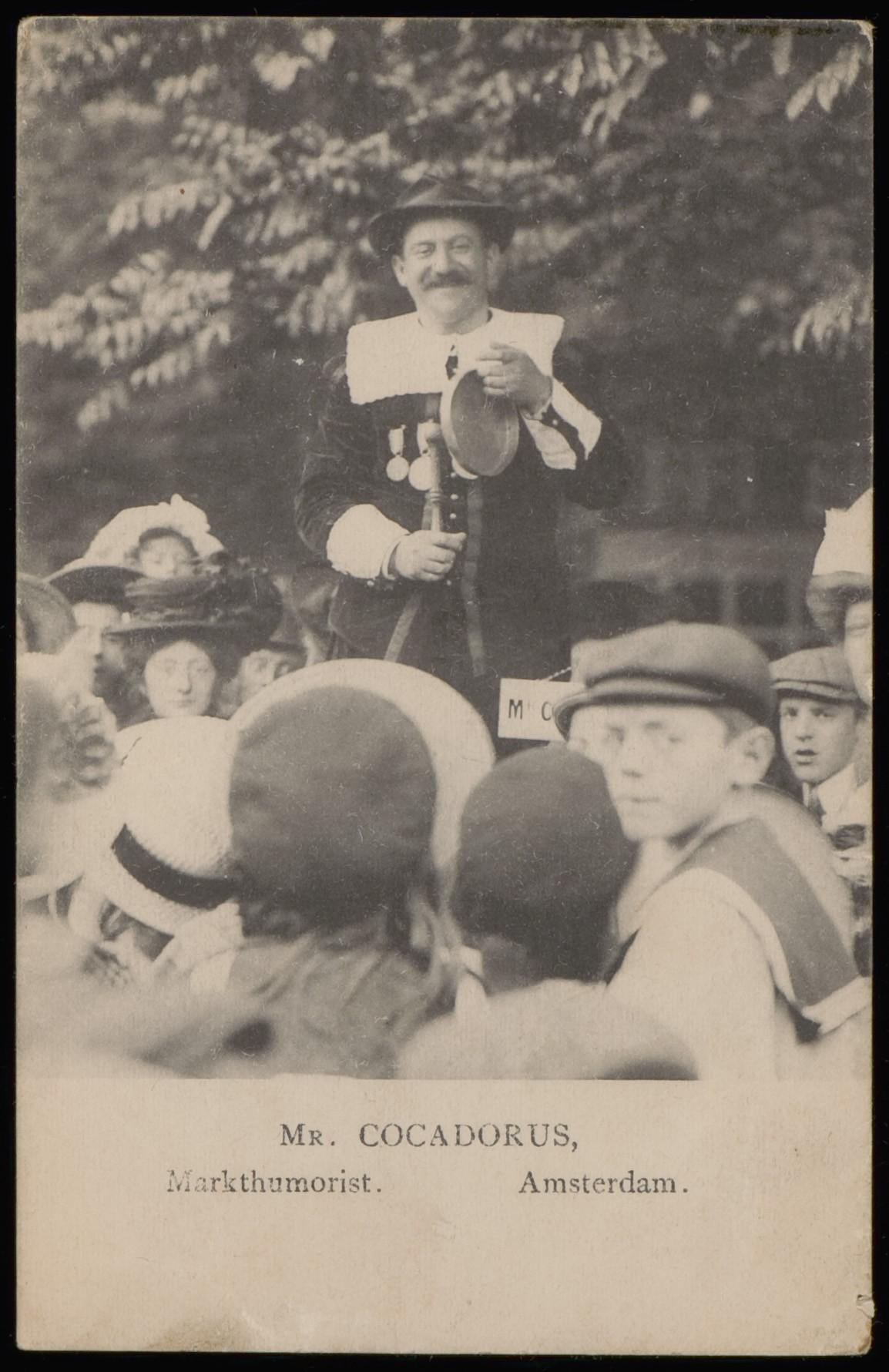
Kokadorus schlägt den Gong (1910)

Kokadorus, auch Cocadorus, (geb. 22. März 1867 in Leeuwarden; gest. 27. Mai 1934 in Amsterdam) war ein niederländischer Marktschreier. Sein richtiger Name lautete Meyer (auch Meier oder Meijer) Linnewiel. An ihn erinnert ein Denkmal auf dem Amsterdamer Platz Amstelveld. 2014 wurde Kokadorus als „erster Stand-Up-Comedian“ charakterisiert.

## Biographie

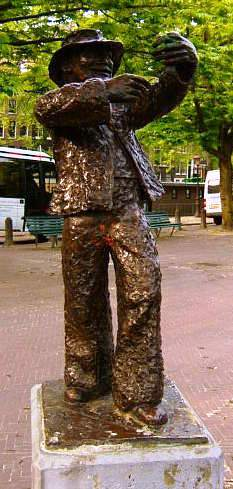
Denkmal von Kokadorus auf dem Amsteveld in Amsterdam

Meyer Linnewiel wurde in Leeuwarden geboren, als Sohn des Kaufmanns Jacob Linnewiel und dessen Frau Hester Spier. Er war das dritte von fünf Kindern. 1879 zog die Familie, die in ärmlichen Verhältnissen lebte, nach Amsterdam, in der Hoffnung auf ein besseres Auskommen. Der zwölfjährige Meyer begann, gemeinsam mit einem anderen Jungen Streichhölzer auf der Haupteinkaufsstraße von Amsterdam, der Kalverstraat, zu verkaufen. Straßenverkauf galt als Bettelei und war verboten, und die Polizei vertrieb die beiden Kinder immer wieder mit Peitschen, an einem Tag allein 25 Mal.
Im Alter von 14 Jahren begann der wortgewandte Linnewiel, der inzwischen mit einem „saftigen Amsterdamer-jiddischen Akzent“ sprach, mit dem Verkauf von Waren auf dem Amstelveld, einem Platz im Zentrum von Amsterdam. Dort baute er montags unter einer Linde an der Reguliersgracht seinen Stand auf, gegenüber der Kirche De Duif. Er gab sich den Namen Kokadorus und behauptete, dieser fantasievolle Name führe sich auf die Vornamen seines Vaters und seiner Großeltern zurück, die allerdings Jacob, Mietje, Salomon und Eva hießen. Laut einer anderen Theorie ist der Name von dem des Antwerpener Quacksalbers Kackadoris abgeleitet, Hauptperson eines Theaterstücks aus dem 16. Jahrhundert. 1895 fungierte er bei einer Ausstellung der Hotel- und Reisebranche auf dem heutigen Museumplein als „Statist“ einer Miniaturstadt aus dem 17. Jahrhundert, was ihn landesweit bekannt machte.
Seinen Verkauf begann Kokadorus mit einem Gongschlag, einer einleitenden fantasievollen Geschichte („Ich wurde vom Direktor der Gesellschaft für die Erwärmung des Nordpols beauftragt“) und Witzen sowie politischen Kommentaren. Mitunter trug er ein Kostüm aus dem 17. Jahrhundert, oft hatte er eine Zigarre im Mundwinkel. Er verkaufte unter anderem Toilettenartikel, Messer, Lederwaren und Hosenträger, die er etwa mit den Worten anpries: „So gut! Um Ihre Schwiegermutter aufzuhängen!“
Sein Gehilfe war ein „altes verhutzeltes Männlein“ namens Nathan van den Berg, den Kokadorus Cheffie nannte und der einen roten Fes auf seinem weißen Haar trug. Wenn jemand etwas kaufte, warf Kokadorus dem Kunden die Ware zu, Cheffie sammelte dann das Geld ein: „Chef, hol die Cents und beklau mich nicht. Außerdem, sollte er jemals vor einen Richter müssen, bekäme er allein für sein Gesicht mindestens zehn Jahre.“ Oder er riet den Kunden, seine Ware nicht zu kaufen: „Sie wissen doch sicherlich, dass Sie von mir übers Ohr gehauen werden?“, was diese nicht daran hinderte, trotzdem zu kaufen.
Kokadorus berichtete seinem Publikum von (erfundenen) Unterhaltungen mit Königin Wilhelmina, mit der er angeblich Tee getrunken hatte, in denen sie ihn Kokkie nannte und die gute Qualität seiner Ware lobte. Er soll tatsächlich von der Königin nach Het Loo eingeladen worden, aber von der dortigen Pracht derart überwältigt gewesen sein, dass es ihm die Sprache verschlug. Von da an bezeichnete er sich als „Hoflieferant“ und trug entsprechende Medaillen an der Brust.
1906 feierte Linnewiel sein 25-jähriges Jubiläum als Marktschreier mit einem ganztägigen Fest. Er habe Glückwunschtelegramme vom deutschen Kaiser, vom englischen König und vom „Sar van Rupsland“ erhalten, so berichtete er. Abends trat er in einer Revue mit Liedern des bekannten niederländischen Kabarettisten Louis Davids auf. Fortan nannte er sich Professor Kokadorus: Der akademische Titel sei ihm von der Universität ehrenhalber verliehen worden. Weitere Beinamen waren Kaiser der Marktschreier oder Masseur der Lachmuskeln. Er selbst bezeichnete sich auch als Kaufmann von Nord-Venedig.
Das Magazin De Kunst schrieb 1910 über Kokadorus:

“Op den hoek van Prinsen- en Reguliersgracht troont hij op zijn kar, als ware hij de koning van ’t geheele Amstelveld! Ziet hem daar staan met zijn guitig gezicht, zijn gullen lach, zijn frissche bolle wangen, het roode mutsje op zijn zwart-kroezig haar! Hoort hem spreken, hoort hem zingen! Met zijn oolijke stem, zijn vloed van woorden, zijn leuke moppen, dringt hij een ieder tot luisteren. Zoo één, dan bezit Kokadorus het talent koopman te zijn. In zijn soort is hij een genie.”

„An der Ecke Prinsen- und Reguliersgracht thront er auf seinem Wagen, als wäre er der König des ganzen Amstelvelds! Seht ihn da stehen, mit seinem gütigen Gesicht, seinem offenen Lachen, seinen frischen runden Wangen, die rote Mütze auf seinem schwarzen, krausen Haar! Hört ihn sprechen, hört ihn singen! Mit seiner unvergleichlichen Stimme, seiner Flut von Worten und seinen Witzen zwingt er alle, ihm zuzuhören. Wenn jemand, dann besitzt Kokadorus das Talent zum Kaufmann. Auf seine Art ist er ein Genie!“

1915 erschien ein Buch mit den „Memoiren“ von Professor Kokadorus (den Echte!), notiert von dem Autor Jan Feith. Ab Ende der 1920er Jahre hatte er einen Stand auf dem Waterlooplein, war aber immer seltener als Marktschreier tätig, sondern als Redner auf Feiern und Veranstaltungen, auch für wohltätige Zwecke. 1924 soll er bei einer Wohltätigkeitsveranstaltung in Zaandam zugunsten der Vereniging Kindervoeding mehr als 1000 Gulden unterschlagen haben, was aber wohl nicht verfolgt wurde.
Meyer Linnewiel war praktizierender Jude, an Freitagabenden und samstags arbeitete er nie. Er war ein guter Freund des jüdischen Theologen und sogenannten „Volksrabbiners“ Meijer de Hond und Mitglied der jüdischen Vereinigung Touroh Our, die sich unter anderem für jüdische Invaliden engagierte. Privat galt er als ruhiger Mann, der sein Familienleben pflegte. Er starb 1934, seine Frau Hendrika 1939, „so dass ihnen die Schrecken des Zweiten Weltkriegs erspart blieben“. Beide sind auf dem Jüdischen Friedhof Muiderberg bestattet. Seine Tochter Sara und sein Sohn Barend sowie die Schwieger- und Enkelkinder wurden im Holocaust ermordet, ebenso sein Freund de Hond.

## Ehrungen
1977 wurde auf dem Amstelveld ein Denkmal von Kokadorus der Jurastudentin und Bildhauerin Erica van Eeghen enthüllt, das von einer Studentenvereinigung anlässlich ihres 25-jährigen Bestehens gestiftet worden war. Es zeigt Kokadorus beim Anpreisen eines Schlipses, der allerdings bereits am Tag nach der Enthüllung abbrach. Das Café im Jüdischen Museum Amsterdam trägt seinen Namen. 2004 wurde Meyer Linnewiel alias Kokadorus in die Liste der 100 bekanntesten Leeuwarder gewählt. Es gibt Bestrebungen, auch in seinem Geburtsort ein Denkmal für ihn aufzustellen. 2014 wurde die CD Marktkoopman op het Amstelveld mit Originalaufnahmen von Professor Kokadorus herausgegeben.